# زندگی دوم
زندگی دوم (به انگلیسی: Second Life) یک دنیای مجازی است که در آن کاربران کامپیوتر می‌توانند یک شخصیت مجازی بسازند و زندگی مجازی را تجربه کنند. شرکت لیندن لب ساکن در سانفرانسیسکو در سال ۲۰۰۳ یک بازی با این کارایی ساخت. برای اجرای این بازی کاربران باید عضو سایت Second Life شده و یک آواتار از خود بسازند. بعضی از افراد آواتار را شبیه به خود و بعضی به شکلی دیگر، مثلاً با جنسیت متفاوت و حتی شبیه به موجودی خیالی و افسانه‌ای می‌سازند.
هنگامی که آواتار خود را ساختید به جمع ساکنان این سرزمین مجازی می‌پیوندید و می‌توانید در تعاملات آنها شرکت نمایید. از بعضی جهات این جهان شبیه به جهان واقعی است با خیابانها، فروشگاه‌هایی که آواتار شما می‌تواند در آنجا پرسه بزند. آواتار شما می‌تواند با آواتارهای دیگر دوست شده، به دانشگاه رفته، کار و کاسبی راه انداخته و حتی ازدواج کند؛ اما می‌توانید کارهایی کنید که در جهان واقعی ممکن نیست را هم انجام دهید، مثلاً می‌توانید به جای قدم زدن در پارک کنار خانه‌تان اگر خواستید در آنجا پرواز کنید.
«عضو شدن در این سایت رایگان است» اما برای خرید زمین باید پول بپردازید. این جهان مجازی دارای واحد پولی خودش یعنی «لیندن دلار» است که این پول مجازی دارای ارزش واقعی است. هر دلار آمریکا برابر ۲۵۰ لیندن دلار است. شما می‌توانید با کار کردن در این سرزمین تخیلی پول درآورده و به خریدهای مجازی مانند خرید لباس، املاک، تفریح و. . . بپردازید. بسیاری از دانشگاه‌ها و فروشگاه‌ها در این وبگاه حضور دارند. این سایت حدود ۱۳ میلیون عضو از بیش از ۱۰۰کشور گوناگون دارد.